# Linea Yizhuang
La linea Yizhuang (in cinese: 北京地铁亦庄线S, Běijīng dìtiě Yìzhuāng xiànP) è una linea attiva della metropolitana di Pechino.
Inaugurata il 30 dicembre 2010, e gestita dalla Beijing Mass Transit Railway Operation Corporation Limited, la linea è composta da 14 stazioni e si snoda lungo un percorso di circa 23 km, dalla stazione di Songjiazhuang fino alla stazione ferroviaria di Yizhuang. La linea collega i distretti di Fengtai, le zone sud del distretto di Chaoyang, l'area nord del distretto Daxing e il distretto Tongzhou. Per effettuare l'intera tratta sono necessari circa 33 minuti. La linea Yizhuang è rappresentata dal colore magenta.

## Storia
Nel 2004, il progetto della linea Yizhuang ha ottenuto una prima approvazione. Il tracciato allora previsto, sebbene simile a quello realizzato, differiva leggermente nella zona centrale di Yizhuang ed era leggermente più corto. Solamente nel maggio 2007 la Commissione per la pianificazione urbana di Pechino approva ufficialmente il tracciato della linea. L'8 dicembre successivo sono iniziati i lavori di realizzazione della linea.
Il 25 agosto 2008 è stato firmato ufficialmente il contratto per il progetto di costruzione della linea Yizhuang, con la società Beijing Urban Construction Group incaricato dell’investimento, della costruzione e della consegna dell’opera. Il 16 ottobre ha preso avvio il cantiere della stazione Rongchang Dongjie, la prima stazione sopraelevata della linea dove sono stati avviati i lavori.
Nel marzo 2009 sono iniziati i lavori alla stazione ferroviaria di Yizhuang. A maggio, la Commissione nazionale per lo sviluppo e la riforma ha approvato lo studio di fattibilità del progetto. Il 21 giugno successivo è partita la prima talpa meccanica per lo scavo dei tunnel, e il 12 luglio è stato installato con successo il primo ponte della sezione sopraelevata. Il 24 novembre la Commissione per la pianificazione urbana ha divulgato i nomi ufficiali delle stazioni della linea Yizhuang.
Il 2 luglio è iniziata la fase di test senza passeggeri a bordo.
Il 30 dicembre 2010 è stata inaugurata la prima tratta operativa della linea Yizhuang, da Songjiazhuang a Ciqu. Il 30 dicembre 2018 la linea è stata estesa di una fermata, inaugurando anche la stazione ferroviaria di Yizhuang, attualmente capolinea meridionale della linea.

## Servizio

### Tratta
La tratta, dalla stazione di Songjiazhuang nel distretto di Fengtai, si sviluppa per un totale di 14 stazioni, fino alla stazione ferroviaria di Yizhuang, nel distretto di Tongzhou. Dopo la stazione di Songjiazhuang, la linea prosegue verso il distretto di Chaoyang, sul cui territorio sono attive le stazioni di Xiaocun e Xiaohongmen. Il tragitto entra poi nel territorio di competenza del distretto Daxing, servito da sei stazioni (da Jiugong a Rongchang Dongjie). Le ultime cinque stazioni, da Tongji Nanlu fino al capolinea, sono tutte ubicate lungo il distretto di Tongzhou. La linea consente interscambi con quattro linee della metropolitana (5, 10, Yizhuang T1 e 17) e con la rete ferroviaria di Pechino sulla linea Pechino-Tianjin.

### Tariffazione
La tariffazione parte da un prezzo di ¥3 a seconda della distanza di viaggio totale da percorrere, fino a un massimo di ¥5 (circa 0,80 €) per percorrere tutta la linea. Se si effettuano interscambi con altre linee il prezzo può aumentare fino a un massimo di ¥10 (circa 1 €) in base alla distanza percorsa.

### Orario di servizio
La prima corsa da Songjiazhuang in direzione Stazione ferroviaria di parte ogni giorno alle 5:59 e effettua l'ultimo servizio alle 23:19. Esclusivamente nella fascia oraria 7:03—8:19 e 17:43—18:34 dei giorni feriali, alcuni treni effettuano servizio solo nella tratta Songjiazhuang—Rongchang Dongjie.
In direzione opposta, il primo treno dalla Stazione ferroviaria di Yizhuang verso Songjiazhuang è attivo tutti i giorni alle 5:19 e conclude il servizio con l'ultima corsa alle 22:39.

## Percorso e stazioni

### Percorso
| Unknown route-map component "utCONTg" |

| Unknown route-map component "utCONTgq" | Unknown route-map component "utKRZtu" | Unknown route-map component "utXBHF-Rq" | Unknown route-map component "utSTRq" | Unknown route-map component "utSTRq" | Unknown route-map component "utABZq+lr" | Unknown route-map component "utCONTfq" |

| Unknown route-map component "utSTRl" | Unknown route-map component "utXBHF-Mq" | Unknown route-map component "utSTRq" | Unknown route-map component "utSTR+r" | Urban tunnel straight track |

|  | Unknown route-map component "utKXBHFa-G" | Unknown route-map component "uKDSTa" + Unknown route-map component "HUBa" | Unknown route-map component "utSTRe" | Unknown route-map component "utSTRe" |

|  | Urban tunnel straight track | Unknown route-map component "uSHI2gl" + Unknown route-map component "HUB2+g" | Unknown route-map component "uSHI2gr" + Unknown route-map component "HUBc3" | Urban straight track |

|  |  | Urban tunnel straight track | Unknown route-map component "utSTRa" + Unknown route-map component "uENDEe~L" + Unknown route-map component "HUBc1" | Urban non-passenger end station + Unknown route-map component "uENDEe~R" + Unknown route-map component "HUBl+4" | Urban non-passenger end station + Unknown route-map component "HUBeq" | Non-passenger head station + Unknown route-map component "POINTER+1" |

| Unknown route-map component "CONTgq" | Unknown route-map component "STR+r" | Unknown route-map component "utABZgl" | Unknown route-map component "utSTRr" |  |  | Unknown route-map component "ENDExe" |

|  | Unknown route-map component "eABZg+l" | Unknown route-map component "uemtKRZ" | Unknown route-map component "exSTRq" | Unknown route-map component "exSTRq" | Unknown route-map component "exSTRq" | Unknown route-map component "exSTRr" |

| Straight track | Urban tunnel station on track |  |  |  |

| One way leftward | Unknown route-map component "umtKRZ" | Transverse track | Unknown route-map component "CONTfq" |  |

| Urban tunnel station on track |

| Unknown route-map component "uhtSTRe" |

| Transverse water | Unknown route-map component "uhKRZW" | Unknown route-map component "WASSER+r" |  |  |

| Unknown route-map component "uhBHF" | Water |  |

| Transverse water | Unknown route-map component "uhKRZW" | Water straight and to right |  |  |

| Unknown route-map component "uhBHF" |

| Unknown route-map component "uhBHF" |

| Unknown route-map component "uhBHF" |

| Unknown route-map component "uhBHF" |

| Unknown route-map component "HUBc2" | Unknown route-map component "uhBHF" + Unknown route-map component "HUB3" | Urban railway |  |  |

| Unknown route-map component "uCONTgq" | Unknown route-map component "uBHFq" + Unknown route-map component "HUB1" | Unknown route-map component "uhKRZ" + Unknown route-map component "HUBc4" | Unknown route-map component "uCONTfq" |  |  |  |

| Unknown route-map component "uhBHF" |

| Unknown route-map component "uhBHF" |

| Unknown route-map component "uhtSTRa" |

| Transverse water | Unknown route-map component "utKRZW" | Transverse water |  |  |

| Urban tunnel station on track |

| Unknown route-map component "utCONTgq" | Unknown route-map component "utTINTt" | Unknown route-map component "utCONTfq" |  |  |

| Unknown route-map component "HUBc2" | Urban tunnel station on track + Unknown route-map component "HUB3" | Express railway |  |  |

| Unknown route-map component "CONTgq" | Station on transverse track + Unknown route-map component "HUB1" | Unknown route-map component "umtKRZ" + Unknown route-map component "HUBc4" | Unknown route-map component "CONTfq" |  |  |  |

| Unknown route-map component "uKDSTCCe" |

### Stazioni
|                       | Nome stazione                   | Nome in cinese, pinyin | Percorrenza (ore) | Distanza (km) | Interscambi |
| --------------------- | ------------------------------- | ---------------------- | ----------------- | ------------- | ----------- |
| Songjiazhuang         | 宋家庄Sòngjiāzhuāng             | 0:00                   | 0,00              |               |             |
| Xiaocun               | 肖村 Xiàocūn                    | 0:03                   | 2,63              |               |             |
| Xiaohongmen           | 小红门 Xiǎohóngmén              | 0:05                   | 3,90              |               |             |
| Jiugong               | 旧宫 Jiùgōng                    | 0:08                   | 6,26              |               |             |
| Yizhuangqiao          | 亦庄桥 Yìzhuāngqiáo             | 0:11                   | 8,25              |               |             |
| Yizhuang Culture Park | 亦庄文化园 Yìzhuāng wénhuàyuán  | 0:13                   | 9,24              |               |             |
| Wanyuanjie            | 万源街 Wànyuánjiē               | 0:15                   | 10,9              |               |             |
| Rongjing Dongjie      | 荣京东街 Róngjīng dōngjiē       | 0:17                   | 12,06             |               |             |
| Rongchang Dongjie     | 荣昌东街 Róngchāng dōngjiē      | 0:19                   | 13,42             |               |             |
| Tongji Nanlu          | 同济南路 Tóngjì nánlù           | 0:22                   | 15,75             |               |             |
| Jinghailu             | 经海路 Jīnghǎilù                | 0:25                   | 18,05             |               |             |
| Ciqunan               | 次渠南 Cìqúnán                  | 0:28                   | 20,11             |               |             |
| Ciqu                  | 次渠 Cìqú                       | 0:30                   | 21,39             |               |             |
| Yizhuang              | 亦庄火车站 Yìzhuāng huǒchē zhàn | 0:33                   | 22,72             | Yizhuang      |             |

## Materiale rotabile
| Modello | Immagine | Produttore                      | Anno | In servizio | Numeri        | Deposito              |
| ------- | -------- | ------------------------------- | ---- | ----------- | ------------- | --------------------- |
| DKZ32   |          | CRRC Changchun Railway Vehicles | 2010 | 23          | YZ 001–YZ 023 | Songjiazhuang · Taihu |
| CED5001 |          | Beijing CRRC Changke Erqi       | 2023 | 4           | YZ 024–YZ 027 | Songjiazhuang · Taihu |